# 강아지풀속
강아지풀속(Setaria)은 볏과에 속하는 속이다. 작은 이삭이 열리며, 이것이 강아지 꼬리같이 생겼다 하여 그런 이름이 붙었다.